# Collema ceraniscum
Collema ceraniscum är en lavart som beskrevs av Nyl. Collema ceraniscum ingår i släktet Collema och familjen Collemataceae.  Arten är reproducerande i Sverige. Inga underarter finns listade i Catalogue of Life.